# Bartosze (przystanek kolejowy)
Bartosze – przystanek osobowy w Bartoszach na linii kolejowej nr 233, w powiecie ełckim, w województwie warmińsko-mazurskim, w Polsce.